# Ryszard Stadniuk
Ryszard Tadeusz Stadniuk, né le 27 octobre 1951 à Szczecin, est un rameur d'aviron polonais.

## Carrière
Ryszard Stadniuk participe aux Jeux olympiques de 1980 à Moscou et remporte la médaille de bronze avec le quatre avec barreur polonais composé de Adam Tomasiak, Grzegorz Nowak, Grzegorz Stellak et Ryszard Kubiak.